# Văn học Triều Tiên

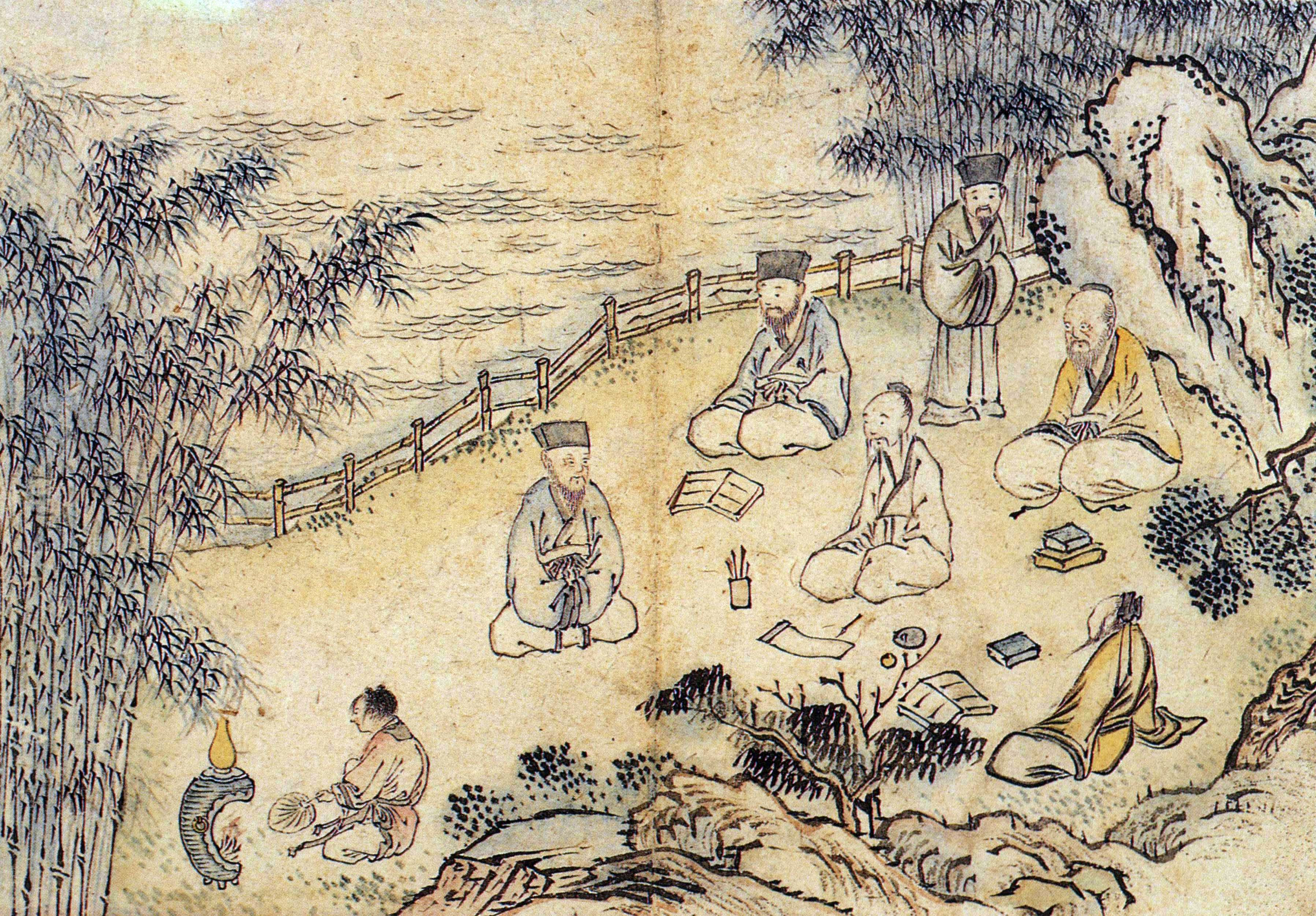
Bức Ngũ lão hội thiệp đồ (五老會帖圖, 오로회첩도) do họa sĩ Lưu Thục vẽ năm 1861, cho thấy thú đàm đạo văn chương tiêu biểu của sĩ lâm Triều Tiên.

Văn học Cao Ly hoặc Văn học Korea là thuật ngữ phổ biến để mô tả toàn bộ văn học sử tại khu vực Cao Ly từ cổ đại đến nay, đôi khi còn bao gồm các cộng đồng Cao Ly cư trú tại hải ngoại.

## Thuật ngữ
Do thực trạng phân ly hai miền Nam-Bắc sau Hiệp định Genève, giới nghiên cứu văn hóa sử nói chung và văn học sử nói riêng đã chấp nhận Cao Ly làm danh xưng chính thức khi đề cập đến khu vực này. Do đó, Văn học Cao Ly được xác định là một hiện tượng chung trên toàn bán đảo Triều Tiên, không kể giới hạn về thời gian. Trong các văn bản khoa học Việt Nam, thuật ngữ phổ dụng thống nhất là Văn học Korea.
| - Tiếng Hán: 高麗文學 - Tiếng Hàn: 고려 문학 - Tiếng Nhật: こうらい ぶんがく | - Tiếng Anh: Korean literature - Tiếng Pháp: Littérature coréenne - Tiếng Ý: Letteratura coreana | - Tiếng Đức: Koreanische literatur - Tiếng Hungary: Koreai irodalom - Tiếng Nga: Корейская литература | - Tiếng Ả Rập: أدب كوري - Tiếng Hindi: कोरियाई साहित्य - Tiếng Indonesia: Sastra Korea |

## Lược sử
Văn học Cao Ly được cho là xuất hiện sớm nhất từ 1500 năm trước thế kỷ XXI, được khởi nguyên từ tín ngưỡng truyền thống và những truyện kể dân gian lâu đời.

### Cổ điển
Văn học cổ điển Cao Ly được xác định từ sự kiện Điều ước Cơ bản Nhật Hàn (1910) ngược về thái cổ, với thành tựu xuất sắc chủ yếu về giai điệu mà đỉnh cao là các thời đại Tân La, Cao Ly, Triều Tiên. Ở vị thế nằm giữa ba khu vực Viễn Đông Nga, Trung Hoa và Nhật Bản, người Cao Ly đã tiếp biến một cách tự nhiên cả văn học của các sắc tộc Mãn Châu lẫn hải đảo phía Đông, đồng thời trở thành một trong những thành viên quan trọng của Hán quyển từ rất sớm. Ngoài văn học lưu truyền thì văn học viết dùng song song cả chữ Hán và chữ Hàn, cùng một lượng nhỏ hơn là chữ Phạn. Từ triều Thế Tông đại vương trở đi, sự tiến bộ vượt bậc của kỹ nghệ chế giấy và ấn loát đã thôi thúc sức phát triển vũ bão của các hình thức văn xuôi, thậm chí gia tăng ngoài tầm kiểm soát các dạng văn chương bất hợp pháp.
| “                                               | Văn chương ở nước ta bắt đầu phát triển từ thời Thôi Trí Viễn. Thôi Trí Viễn từng sang nước Đường thi đỗ và trở nên nổi tiếng, hiện nay ông được thờ ở văn miếu. Những tác phẩm văn chương mà Thôi Trí Viễn để lại cho thấy ông rất thông thạo về thi phú, nhưng ý nghĩa trong thi phú của ông thì không được tinh tế cho lắm. Tác phẩm "Tứ lục văn thể" cho thấy tài năng của Thôi Trí Viễn nhưng ông đã không tổng hợp được các thuật ngữ. Văn chương của Kim Phú Thức phong phú nhưng không rực rỡ. Còn văn chương của Trịnh Tri Thường xán lạn nhưng lại không được nhiều người biết đến. Lý Khuê Báo có khả năng gieo vần nhưng ông không gặt hái được nhiều thành quả trong sự nghiệp thi phú. Lý Nhân Lão là người lão luyện trong văn chương nhưng ông lại không thể mở rộng sự nghiệp. Lâm Xuân tỉ mỉ nhưng không đạt được nhiều thành tựu trong sự nghiệp văn chương. Còn văn chương của Giá Đình tuy chính xác nhưng lại không thoải mái. Ích Trai lão luyện trong văn chương nhưng không đặc sắc. Đào Ấn bản tính ôn hòa nhưng thiếu sâu sắc. Còn văn chương của Phố Ấn thì thuần túy và không có gì đặc biệt. Tam Phong thì phô trương và thiếu kiềm chế. Thi văn của Mục Ấn được nhiều người khen ngợi và ông cũng đạt được nhiều thành tựu trong sự nghiệp văn chương. Tuy nhiên, Mục Ấn có nhiều tật xấu và cẩu thả nên không tuân thủ được niêm luật của văn chương nước Nguyên, như thế làm sao có thể sánh với Đường Tống ? Dương Thôn và Xuân Đình am tường đại đề học nhưng không bì được Mục Ấn. Văn chương của Xuân Đình lại càng tệ hơn. Ninh Thành thông thạo tứ lục văn, còn Duyên Thành thì thông thạo văn khoa. Cao Linh một thời được mọi người kính nể về đạo đức và văn chương. Sau Cao Linh có Từ Đạt Thành, Kim Vĩnh Sơn, Khương Tấn Sơn, Lý Dương Thành, Kim Phúc Xương và huynh trưởng tôi. Nét chữ của Đạt Thành đẹp đẽ và rực rỡ, Đạt Thành bắt chước bút pháp của Hàn Thoái Chi và không ai có thể viết đẹp như ông; Đạt Thành từng giữ chức Văn hành suốt một thời gian dài. Còn Vĩnh Sơn mỗi khi đọc sách đều sao chép lại và qua đó ông học được nhiều kiểu chữ; vì vậy mà nét chữ của Vĩnh Sơn hùng hồn, khỏe khoắn, không ai có thể địch lại ông. Tuy nhiên, do thiếu kiềm chế trong tính cách nên Vĩnh Sơn thường gieo vần sai và nhiều bài thơ của ông không đúng cách. Thi văn của Tấn Sơn tao nhã và tự nhiên nên ông nổi tiếng nhất trong giới học giả thời bấy giờ. Chữ viết và thi phú của Dương Thành tất cả đều đẹp; nét chữ của Dương Thành tinh xảo như được mài rũa thận trọng, không hề có dấu vết sửa chữa. Huynh trưởng tôi thì học theo bút pháp thời Mãn Đường nên nét chữ trong thi phú của anh lưu loát như nước chảy, dịu dàng như mây trôi. Phúc Xương có tư chất bẩm sinh vì trưởng thành từ sớm, và ông đã học theo phong cách của Ban Cố nên nét chữ của Phúc Xương khá điêu luyện. Khi biên soạn "Thế Tổ thực lục", chính Phúc Xương đã tự chép lại các việc. Đây là danh trạng của các văn sĩ nổi tiếng một thời và tỏa sáng trong nền văn chương nước ta qua các thời đại. | ” |
| — Thành Hiện, Dung Trai tùng thoại, 1499 - 1504 | |   |

### Hiện đại
Văn học hiện đại Cao Ly ban sơ bắt nhịp khá chậm trước xu thế mới, một phần do sự kiềm chế của chính quyền Triều Tiên thuộc Nhật, nhưng một phần khác vì chưa có thói quen tiếp cận các hình thức văn chương phi Hán quyển. Trong thời kỳ dài trước năm 1945, văn học Cao Ly hầu như tồn tại dưới dạng bất hợp pháp và được khích lệ bởi tinh thần ái quốc, có rất nhiều trứ tác chỉ có thể lưu hành ở bên ngoài vùng kiểm soát của Đế quốc Nhật Bản. Vào năm 1919, Kim Đông Nhân khai trương tạp chí văn học Sáng tạo (創造, 창조), mở ra hướng phổ cập văn chương hoàn toàn mới lạ.
Sau khi ách đô hộ của người Nhật Bản được cởi bỏ vào năm 1945, văn học Cao Ly bắt gặp một cuộc khai phóng ngắn ngủi và xích lại rất gần với xu thế hoàn cầu, từ lúc này đã hoàn toàn vượt ra khỏi các hình thức truyền thống. Nhưng sự kiện Chiến tranh Triều Tiên và các hậu quả tang thương của nó đã khiến văn học Cao Ly tạm thời chững lại và tan vỡ thành nhiều hướng khác biệt.
- Văn học CHDCND Triều Tiên

- Văn học Đại Hàn Dân quốc

- Văn học Cao Ly hải ngoại